# Songs from the Big Chair
Songs from the Big Chair és el segon disc del grup anglès Tears for Fears aparegut el 17 de febrer de 1985 sota el segell Mercury Records. La durada total és de 42 minuts i 21 segons. Va tenir un èxit mundial molt important i des de la seva sortida ha venut més de 10 milions de còpies, sobretot gràcies als singles Shout i Everybody wants to rule the world.

## Títols
1. "Shout" (6:33), single aparegut el 1984
2. "The Working Hour" (6:31)
3. "Everybody Wants to Rule the World" (4:11), single aparegut el 1985
4. "Mothers Talk" (5:06), single aparegut el 1984
5. "I Believe" (4:54), single aparegut el 1985 (sota la forma remixada anomenada "A Soulful Re-recording")
6. "Broken" (2:38)
7. "Head Over Heels" (4:32), single aparegut 1985 / "Broken (live)" (0:30)
8. "Listen" (6:54)

En aquest mateix any, Roland Orzabal i Ian Stanley van compondre una peça per a la banda sonora original del film Karate Kid 2. Aquesta peça es diu Fish for life i editada amb el pseudònim «Mancrab», tot i que no va tenir massa èxit en les llistes d'èxit.